# تيري هندرسون
تيري هندرسون (21 مارس 1994 برالي في الولايات المتحدة - ) (بالإنجليزية: Terry Henderson)‏ هو لاعب كرة سلة أمريكي في مركز مدافع مسدد الهدف. لعب مع West Virginia Mountaineers ‏.

## وصلات خارجية
- تيري هندرسون على موقع سبورتس رفرنس (الإنجليزية)
- تيري هندرسون على موقع كرة السلة الأوروبية.كوم (الإنجليزية)
- تيري هندرسون على موقع كلية كرة السلة في سبورتس رفرنس.كوم (الإنجليزية)
- تيري هندرسون على موقع ريلجم (الإنجليزية)
- تيري هندرسون على موقع بروبوليرز (الإنجليزية)
- تيري هندرسون على موقع سبورتس رفرنس (الإنجليزية)